# Manfred Oechsle
Manfred Oechsle (* 14. Januar 1934 in Geislingen an der Steige; † 28. November 2006) war ein deutscher Verwaltungsjurist, Landrat und Oberbürgermeister.

## Leben
Der Sohn eines Werkmeisters besuchte die Seminare in Maulbronn und Blaubeuren. Anschließend studierte er Rechts- und Staatswissenschaften an der Universität Tübingen. Dort wurde er 1953 Mitglied der Studentenverbindung AG Rothenburg. 1957 legte er die erste juristische Staatsprüfung ab. Danach absolvierte er ein zweijähriges Studium an der Verwaltungshochschule in Speyer. Nach Vorbereitungsdienst und Promotion folgte 1962 die zweite juristische Staatsprüfung.
1962 wurde Oechsle Rechtsanwalt in Schwäbisch Hall, danach Wirtschaftsjurist bei der Firma SEL in Stuttgart. Ab 1964 arbeitete er beim Landratsamt Waldshut und von 1966 bis 1968 als Regierungsrat beim Innenministerium in Stuttgart. 1968 wurde er Landrat in Münsingen. Als der Landkreis Münsingen 1972 im Zuge der Kreisreform aufgelöst wurde, übernahm er eine Stelle als Abteilungsleiter im Landwirtschaftsministerium in Stuttgart. 1973 wurde er zum Oberbürgermeister von Reutlingen gewählt. Dieses Amt bekleidete er, bis er am 31. Dezember 1994 in den Ruhestand trat.
Am 7. Mai 1998 wurde Oechsle mit 106 von 131 Stimmen vom Landtag von Baden-Württemberg zum stellvertretenden Richter am Staatsgerichtshof für das Land Baden-Württemberg gewählt. Er amtierte bis Sommer 2006.
Er verstarb am 28. November 2006 im Alter von 72 Jahren.